# Діалектично-поведінкова терапія

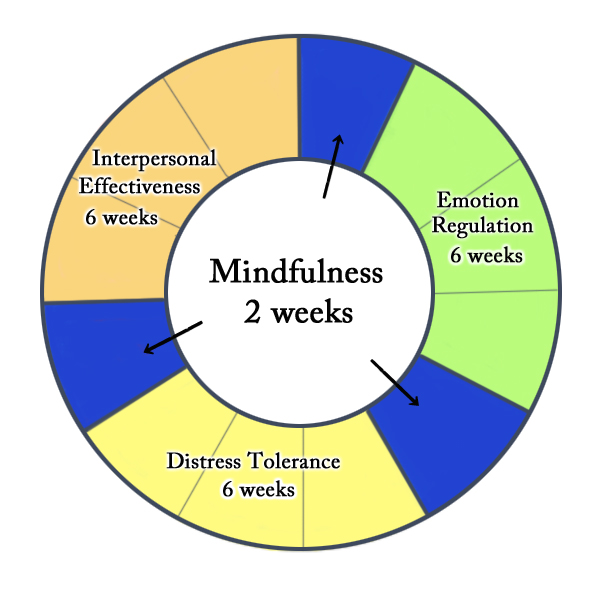
Модулі навичок діалектично-поведінкової терапії.
Центр: Самоусвідомлення — 2 тижні;
Помаранчевий: Міжособистісна ефективність — 6 тижнів;
Зелений: Регулювання емоцій — 6 тижнів;
Жовтий: Толерантність до дистресу — 6 тижнів.

Діалектично-поведінкова терапія («ДПТ») — це доказова психотерапія, яка почалася зі спроб лікування розладів особистості та міжособистісних конфліктів. Докази свідчать про те, що «ДПТ» може бути корисним у лікуванні розладів настрою та суїцидальних думок, а також для зміни шкідливих моделей поведінки, таких як самоушкодження та вживання психоактивних речовин. «ДПТ» перетворився на процес, у якому терапевт і клієнт працюють зі стратегіями, орієнтованими на прийняття та зміну, і врешті-решт балансують і синтезують їх — порівняно з філософським діалектичним процесом тези та антитези, за якими слідує синтез.
Цей підхід був розроблений Маршею М. Лайнеган, психологинею з університету Вашингтону. Вона визначає діалектику як «синтез або інтеграцію протилежностей». «ДПТ» був розроблений, щоб допомогти людям покращити свою емоційну та когнітивну регуляцію, дізнавшись про триґери, які призводять їх до їхніх реактивних станів, і допомагаючи оцінити, які навички подолання слід застосовувати в послідовності подій, думок, почуттів і поведінки, щоб уникнути небажаних реакцій.
«ДПТ» виник із серії невдалих спроб застосувати стандартні протоколи когнітивно-поведінкової терапії («КПТ») кінця 1970-х років до пацієнтів із хронічними суїцидальними настроями. Дослідження його ефективності в лікуванні інших захворювань були плідними; «ДПТ» використовувався лікарями для лікування людей з депресією, наркозалежністю та алкоголізмом, посттравматичним стресовим розладом («ПТСР»), черепно-мозковими травмами, розлад переїдання та розладами настрою. Дослідження показують, що «ДПТ» може допомогти пацієнтам із симптомами та поведінкою, пов'язаними зі спектром розладів настрою, включаючи самопошкодження. Дослідження також свідчать про його ефективність щодо тих, хто пережив сексуальне насильство та хімічну залежність.
«ДПТ» поєднує стандартні когнітивно-поведінкові техніки для регуляції емоцій і тестування реальності з концепціями толерантності до дистресу, прийняття та самоусвідомлення, в основному похідними від споглядальної медитативної практики. «ДПТ» базується на біосоціальній теорії психічних захворювань і є першою терапією, яка була експериментально продемонстрована як ефективна в цілому при лікуванні емоційно нестабільного розладу особистості («ЕНРО»). Перше рандомізоване клінічне випробування «ДПТ» показало зниження частоти суїцидальних схильностей, психіатричних госпіталізацій і припинення лікування порівняно зі звичайним лікуванням. Мета-аналіз виявив, що «ДПТ» досягав помірного ефекту в осіб з «ЕНРО».

## Загальне
«ДПТ» іноді вважається частиною «третьої хвилі» когнітивно-поведінкової терапії, оскільки «ДПТ» адаптує «КПТ» для допомоги пацієнтам у боротьбі зі стресом.
Ціль «ДПТ» полягає у тому, щоб пацієнт сприймав терапевта як союзника, а не супротивника в лікуванні психологічних проблем. Відповідно, терапевт прагне прийняти та підтвердити почуття клієнта в будь-який момент часу, але, однак він також інформує клієнта, що деякі почуття та поведінки є дезадаптивними, і показуючи йому кращі альтернативи. Зокрема, «ДПТ» націлена на моменти самоушкодження та спроби самогубства шляхом визначення функції такої поведінки та безпечного досягнення цієї функції за допомогою навичок подолання «ДПТ». «ДПТ» зосереджується на придбанні клієнтом нових навичок і зміні своєї поведінки з кінцевою метою досягнення «життя, варте того, щоб жити», як це визначає пацієнт.
У біосоціальній теорії «ДПТ» клієнти такої терапії мають біологічну схильність до емоційної дисрегуляції, а їхнє соціальне середовище підтверджує дезадаптивну поведінку.
Одне тренування навичок «ДПТ» використовується для досягнення цілей лікування в деяких клінічних умовах, а ширша мета регуляції емоцій, яка спостерігається в «ДПТ», дозволила використовувати його в нових умовах, наприклад, для підтримки батьківства. Було проведено мало досліджень щодо адаптації «ДПТ» до онлайн-середовища, але відгуки показують, що онлайн відвідуваність покращилася, а клієнти мають порівняльні покращення з традиційним режимом.

## Чотири модулі

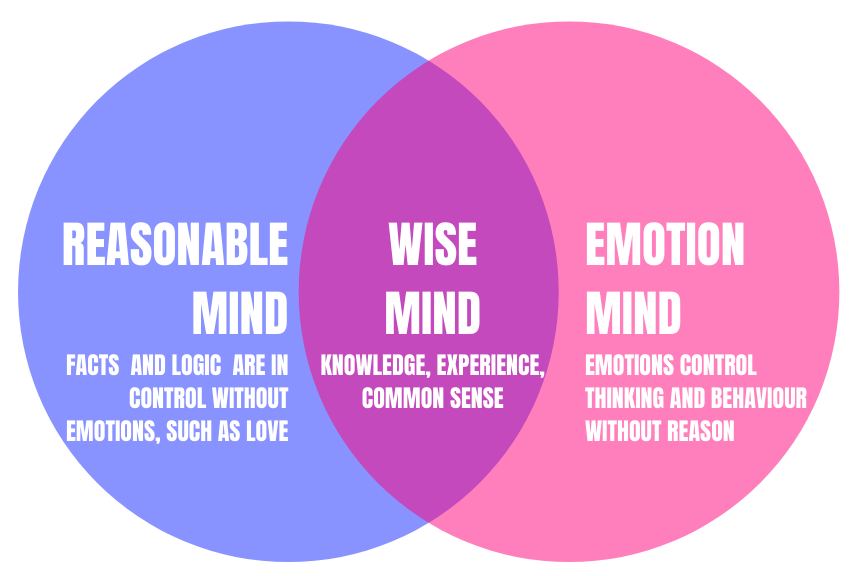
«ДПТ» мудрий розум — синтез двох протилежностей: логічного розуму та емоційного розуму.
Логічна свідомість (синій): факти та логіка контролюються без емоцій, таких як любов;
Розумна свідомість (пурпуровий): знання, досвід, здоровий глузд;
Емоційна свідомість (рожевий): емоції контролюють мислення та поведінку без причини.

- Самоусвідомлення[en]: Самоусвідомлення є однією з основних ідей, що лежать в основі всіх елементів «ДПТ». Це вважається основою для інших навичок, яким навчають у «ДПТ», оскільки воно допомагає людям сприймати та терпіти сильні емоції, які вони можуть відчувати, коли намагаються позбутись своїх шкідливих звичок або вразливість потрапляння у неприємну ситуацію. Концепція усвідомленості та медитативних вправ, які використовуються для її навчання, походять із традиційної споглядальної релігійної практики, хоча версія, викладена в «ДПТ», не включає жодних релігійних чи метафізичних концепцій. У межах «ДПТ» концепція полягає у здатності звертати увагу у поточному моменті, не засуджуючи; у вмінні жити в поточний момент, повне переживання емоцій і почуттів, але з перспективою. Практика самоусвідомлення також може бути спрямована на те, щоб люди краще усвідомлювали своє оточення за допомогою своїх п'яти почуттів: дотику, нюху, зору, смаку та звуку.[22] Самоусвідомлення значною мірою спирається на принцип прийняття, який іноді називають «радикальним прийняттям». Навички сприйняття залежать від здатності пацієнта дивитися на ситуації без оцінки, а також приймати ситуації та їхні супутні емоції. Це спричиняє менше страждань у цілому, що може призвести до зменшення дискомфорту та симптомів.
  - Прийняття та зміна: Перші кілька сеансів «ДПТ» знайомлять із діалектикою прийняття та змін. Пацієнт повинен спочатку почуватися комфортно з ідеєю терапії; як тільки пацієнт і терапевт встановили довірливі стосунки, методи «ДПТ» можуть процвітати. Суттєвою частиною навчання прийняття є в першу чергу зрозуміти ідею радикального прийняття: радикальне прийняття охоплює ідею про те, що потрібно стикатися з ситуаціями, як позитивними, так і негативними, без засудження. Прийняття також включає самоусвідомлення і навички емоційної регуляції, які залежать від ідеї радикального прийняття. Ці навички, зокрема, відрізняють «ДПТ» від інших методів лікування. Часто після того, як пацієнт знайомиться з ідеєю прийняття, він супроводжується нею до змін. «ДПТ» має п'ять конкретних станів змін, які терапевт розглядає з пацієнтом: перед-споглядання, споглядання, підготовка, дія та підтримка.[23] Перед-споглядання — це перша стадія, на якій пацієнт абсолютно не усвідомлює своєї проблеми. На другій стадії, споглядання — пацієнт усвідомлює реальність своєї хвороби: це не дія, а усвідомлення. Лише на третьому етапі під назвою — підготовка — пацієнт, ймовірно, почне розмірковувати про потрібні заходи та готуватиметься рухатись вперед. Це все може відбутися або особистим шляхом, наприклад дослідження своїх проблем в мережі, або прямим у вигляді звернення до терапевтів. На 4 стадії, дія — пацієнт вживає рекомендованих заходів і отримує лікування. На завершальному етапі, підтримка — пацієнт повинен посилити свій змінений стан, щоб запобігти рецидиву. Після прийняття себе та зміни пацієнт може повністю перейти до технік «самоусвідомлення». Є шість навичок «самоусвідомлення», які використовуються в «ДПТ», щоб наблизити клієнта до досягнення «мудрого розуму», синтезу раціонального розуму та емоційного розуму: три навички «що» (спостерігати, описувати, брати участь) і три навички «як» (безосудно, однодумно, ефективно).[24]
- Толерантність до дистресу[en]: Багато сучасних підходів до лікування психічного здоров'я зосереджені на зміні таких тривожних подій і обставин, як смерть близької людини, втрата роботи, серйозна хвороба, терористичні атаки та інші травматичні події.[25] Але вони не надають достатньої уваги до таких речей як: прийняття, пошуку сенсу та терпимість до дистресу. Ці проблеми, як правило, вирішувалися за допомогою особистої роботи пацієнта, психодинамічними методами, психоаналітичними, гештальтними, або наративною терапією разом із релігійними та духовними спільнотами та лідерами-думок. Діалектично-поведінкова терапія наголошує на тому, щоб навчитися вміло терпіти біль. Цей модуль описує здорові способи подолання (такі як відволікання, покращення моменту, самозаспокоєння та практика прийняття того, що є), які мають замінити шкідливі.[24] Навички терпимості до стресу є природним розвитком навичок усвідомленості «ДПТ». Вони пов'язані зі здатністю прийняти, без оцінки та засудження, як себе, так і поточну ситуацію. Оскільки це позиція без засудження, це означає, що вона не є позицією схвалення чи незгоди. Мета полягає в тому, щоб набути здатності спокійно розпізнавати негативні ситуації та їхній вплив, а не бути приголомшеним ними чи ховатися від них. Це дозволяє людям приймати мудрі рішення про те, чи вживати заходів і як їх вживати, замість того, щоб впадати в інтенсивні, відчайдушні та часто деструктивні емоційні реакції, які є частиною емоційно нестабільного розладу особистості.[26]
- Емоційна саморегуляція: Люди з емоційно нестабільним розладом особистості та суїцидальні особи часто емоційно напружені та лабільні. Вони можуть бути злими, сильно розчарованими, депресивними або тривожними. Це свідчить про те, що цим клієнтам може стати у пригоді допомога в навчанні регулювати свої емоції.
Навички діалектичної поведінкової терапії для регуляції емоцій включають:[27]
  - Визначення та позначення емоцій
  - Визначення дратівника своїх емоцій
  - Зменшення вразливості розуму до емоцій
  - Збільшення позитивних емоційних подій
  - Збільшення уважності до поточних емоцій
  - Вчинення інших дій, щоб не дратувати себе
  - Застосування методів толерантності до стресу[en][26]

Навички емоційної регуляції базуються на теорії, згідно з якою інтенсивні емоції є умовною реакцією на неприємні переживання, умовним подразником, отже необхідно змінювати умовні реакції пацієнта. 
Ці навички можна розділити на чотири модулі: розуміння та називання своїх емоцій, зміна небажаних емоцій, зменшення вразливості та управління екстремальними ситуаціями:
- Навчання розуміти та називати емоції: пацієнт зосереджується на розпізнаванні своїх почуттів. Цей сегмент безпосередньо стосується самоусвідомлення, яка і наражає пацієнта на свої емоції.
- Зміна небажаних емоцій: терапевт наголошує на використанні протилежних реакцій, перевірці фактів і розв'язання проблем для врегулювання емоцій. Використовуючи протилежні реакції, пацієнт націлюється на тривожні почуття, відповідаючи протилежною емоцією.
- Зменшення вразливості: пацієнт вчиться накопичувати позитивні емоції та заздалегідь планувати механізми подолання, щоб краще справлятися з важким досвідом у майбутньому.
- Управління екстремальними ситуаціями: пацієнт зосереджується на застосуванні навичок самоусвідомлення до своїх поточних емоцій, щоб залишатися стабільним і пильним під час кризи.

- Міжособистісна ефективність: Три навички міжособистісного спілкування, на яких зосереджено увагу в «ДПТ», включають: самоповагу, ставлення до інших «з турботою, зацікавленістю, ствердженням і повагою» та асертивність. Діалектика здорових стосунків передбачає баланс між  власними потребами та потребами инших, зберігаючи при цьому самоповагу (самооцінка та самодостатність[en]).[28]

## Інструменти
Спеціально відформатовані картки-щоденники можуть бути використані для відстеження відповідних емоцій та поведінок. Картки-щоденники найбільш корисні, коли вони заповнюються щодня. Картки-щоденники використовуються для пошуку пріоритетів лікування, які керують порядком денним кожного сеансу терапії. І клієнт, і терапевт можуть використовувати картку-щоденник, щоб побачити, що покращилося, погіршилося чи залишилося без змін.

### Ланцюговий аналіз

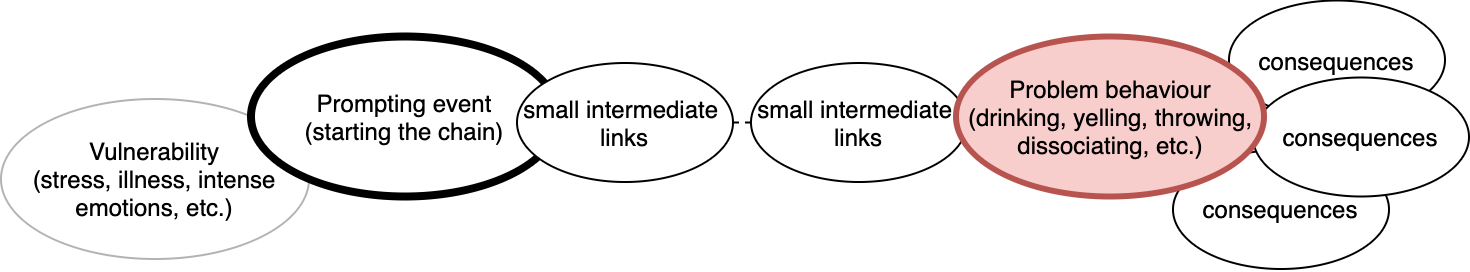
Ланцюговий аналіз — від причинної події до проблемної поведінки та до наслідків.
Вразливість (стрес, хвороба, напруження, емоції тощо) — Спонукальна подія (початок ланцюга) — невеликі проміжні зв'язки — невеликі проміжні зв'язки — Проблемна поведінка (алкоголізм, крик, кидання, дисоціація тощо) — різні наслідки.

Ланцюговий аналіз є формою функціонального аналізу поведінки, але з підвищеною увагою до послідовності подій, які утворюють ланцюг поведінки. Він має сильне коріння в поведінковій психології, зокрема в концепції аналізу прикладної поведінки ланцюжків. Зростальна кількість досліджень підтримує використання ланцюжкового аналізу поведінки з кількома популяціями.

## Ефективність
- Емоційно нестабільний розлад особистості: «ДПТ» — це терапія, яку найбільше досліджували та впроваджували задля лікування емоційно нестабільного розладу особистості, і було проведено достатньо досліджень, щоб зробити висновок, що «ДПТ» корисний у лікуванні емоційно нестабільного розладу особистості.[33] У кількох дослідженнях було виявлено нейробіологічні зміни в осіб з «ЕНРО» після лікування «ДПТ».[34]
- Депресія: Пілотне дослідження Університету Дюка (Duke University) порівнювало лікування депресії антидепресантами, з лікуванням антидепресантами та діалектично-поведінковою терапією. Загалом 34 особи старше 60 років із хронічною депресією пройшли лікування протягом 28 тижнів. Через шість місяців після лікування, були відзначені статистично значущі відмінності в показниках ремісії між групами, з більшим відсотком ремісії у пацієнтів, які отримували діалектичну поведінкову терапію.[35]
- Комплексний посттравматичний стресовий розлад[en] («КПТСР»): Вплив комплексної травми або досвід тривалої травми з низькими шансами її уникнення може призвести до розвитку комплексного посттравматичного стресового розладу («КПТСР») у людини.[36] «КПТСР» — це концепція, яке розкололо психологічну спільноту. Американська психіатрична асоціація («АПА») не визнає його в DSM-5[en] (Діагностичний і статистичний посібник з психічних розладів; посібник, який використовується як постачальник послуг для діагностики, лікування та обговорення психічних захворювань), хоча деякі практики стверджують, що «КПТСР» є окремим від посттравматичного стресового розладу («ПТСР»).[37] «КПТСР» подібний до посттравматичного стресового розладу тим, що його симптоматика є всеосяжною і включає когнітивну, емоційну та біологічну сфери.[38] Є припущення, що «КПТСР» відрізняється від посттравматичного стресового розладу тим, що він походить від міжособистісної травми в дитинстві або хронічного дитячого стресу[38] і що найпоширенішими прецедентами є сексуальні травми.[39] Наразі рівень поширеності «КПТСР» становить приблизно 0,5%, тоді як «ПТСР» – 1,5%.[39] Існує багато визначень «КПТСР». Різні версії наводять Всесвітня організація охорони здоров'я («ВООЗ»), Міжнародне товариство вивчення травматичного стресу[en] («МТВТС», «ISTSS»), а також окремі клініцисти та дослідники. Більшість визначень базується на критеріях посттравматичного стресового розладу з додаванням кількох інших областей. Хоч «АПА» і не визнає «КПТСР», однак «ВООЗ» визнала цей синдром у своєму 11-му виданні Міжнародної класифікації хвороб («МКХ-11»). «ВООЗ» визначає «КПТСР» як розлад, що виникає внаслідок однієї або кількох подій, які викликають у людини відчуття стресу або захоплення, що характеризується низькою самооцінкою, дефіцитом взаємостосунків і дефіцитом регуляції афектів.[40] Ці дефіцити афекту регуляції, серед інших симптомів, є причиною, чому «КПТСР» іноді порівнюють із емоційно нестабільним розладом особистості («ЕНРО»).